# Alen Halilović
Alen Halilović (Dubrovnik, 18. lipnja 1996.), hrvatski je nogometaš koji igra na poziciji napadačkog veznog. Trenutačno igra za nizozemski klub Fortuna Sittard.
Najmlađi je debitant i jedini maloljetnik u povijesti koji je nastupio za hrvatsku nogometnu reprezentaciju, te je do 2021. godine bio najmlađi strijelac u povijesti 1. HNL.

## Klupska karijera

### Dinamo Zagreb
Alen Halilović počeo je trenirati nogomet u Nogometnoj školi Dinamo gdje je prošao sve dobne kategorija. Halilović je sezone 2011./12. nastupao za kadete Dinama, a u lipnju 2012. godine sudjelovao je na Međunarodnom turniru Mladen Ramljak kao najmlađi igrač u redovima 'modre' momčadi, a od početka sezone 2012./2013. nastupao je za juniore Dinama.
Krajem lipnja 2012. godine Halilović je potpisao profesionalni ugovor za Dinamo, a prvi seniorski nastup upisao je 29. rujna 2012. godine na stadionu Maksimir, u Vječnom derbiju, protiv splitskog Hajduka. Svoj prvi seniorski pogodak za Dinamo u 1. HNL postigao je 7. listopada 2012. godine, na utakmici protiv Slaven Belupa, u 11. kolu sezone 2012./13.

### Barcelona
Dana 27. ožujka 2014. godine, FC Barcelona je postigla sporazum s Dinamom za Halilovića te će se on pridružio Barceloni u srpnju 2014. godine. Halilović je potpisao petogodišnji ugovor. Alen je debitirao za Barcelonu protiv Recreativa u prijateljskoj utakmici 19. srpnja 2014. godine, a prva službena utakmica za prvu momčad bila mu je u osmini finala Kupu Kralja, 15. siječnja 2015. godine, u gostujućoj pobjedi 4:0 protiv Elchea, u kojoj je u dresu s brojem 30 ušao u zadnjih 28 minuta drugog poluvremena, obilježivši ih pogotkom u vratnicu.

### Sporting Gijón
U ljeto 2015. godine Halilović je poslan iz Barcelone u Sporting Gijón na jednogodišnju posudbu. Za Sporting iz Gijóna je postigao tri pogotka u 32 utakmice u La Ligi. 

### HSV
Halilović je 21. srpnja 2016. postao službeno novi član njemačkog prvoligaša HSV-a s kojim je potpisao ugovor na četiri godine. Vrijednost transfera je iznosila pet milijuna eura, a Barcelona je objavila kako je zadržala mogućnost otkupa Halilovićeva ugovora za dvije sezone za 10 milijuna eura. U kolovozu 2016. godine je Halilović debitirao za njemački klub protiv Al Jazire. Odigrao je prvih 45 minuta, namjestivši dva gola. U HSV-u je svega postigao jedan pogodak u DFB-Pokalu, a u Bundesligi nastupio je u šest utakmica skupivši ukupno 137 minuta. Posljednji nastup imao je još u listopadu 2016. u porazu od frankfurtskog Eintrachta 3:0.

### Las Palmas
U siječnju 2017. je Halilović posuđen španjolskom Las Palmasu. U Gran Canariji je se pridružio hrvatskom napadaču Marku Livaji. U 20. kolu španjolske lige je Halilović debitirao u utakmici protiv Valencije. Quique Setién je dao priliku hrvatskom veznjaku u zadnjih 20 minuta susreta na Estadio de Gran Canaria.

## Reprezentativna karijera

### Mlađe selekcije
U mlađim selekcijama hrvatske nogometne reprezentacije ima nastupe u dobnim uzrastima: do 14, do 15, do 16, 17, 18 i 21 godine.
Sudjelovao je u impresivnim igrama u kvalifikacijama za Europsko prvenstvo za hrvatsku nogometnu reprezentaciju do 17 godina i tadašnji izbornik Ivan Gudelj pozvao ga je na pripreme za odlazak na Europsko prvenstvo za nogometaše mlađe od 17 godina, koje se održavao u Slovačkoj u svibnju 2013. godine.

### A reprezentacija
Pozivom tadašnjega izbornika Igora Štimca, 23. svibnja 2013. godine, na pripreme "A" reprezentacije za utakmice protiv Škotske i Portugala postao je najmlađi igrač pozvan na pripreme, a upravo protiv Portugala Halilović je postao najmlađi i jedini igrač u povijesti, koji je kao maloljetnik nastupio za hrvatsku "A" reprezentaciju. Dana 10. lipnja 2013. godine, u 50. minuti prijateljske utakmice u Ženevi između Hrvatske i Portugala (0:1) ušao je u igru u dobi od 16 godina, 11 mjeseci i 22 dana (8 dana prije 17. rođendana).

## Priznanja

### Klupska
Dinamo Zagreb
- Prva hrvatska nogometna liga (2): 2012./13., 2013./14.
- Hrvatski nogometni superkup (1): 2014.

Barcelona
- Kup Kralja (1): 2014./15.

## Obiteljska tradicija
Alen Halilović rođen je u Dubrovniku, a zbog očeve profesionalne nogometne karijere najmlađe godine proveo je često mijenjajući mjesta boravišta, tako je u prve četiri godine života živio i u Španjolskoj i u Izraelu, i u Turskoj. Pred kraj očeve karijere obitelj Halilović trajno se nastanjuje u Zagrebu, gdje je Alen počeo nogometnu karijeru. Njegova majka Vanessa je iz Opuzena, a otac Sejad, bivši hrvatski i bosanskohercegovački nogometni reprezentativac, je iz Klokotnice u Bosni i Hercegovini. Alenova mlađa braća Dino (r. 1998.) i Damir (r. 2005.) također su nogometaši. 

## Vanjske poveznice
- Alen Halilović, Hrvatski nogometni savez
- Alen Halilović na hrnogomet.com
- Alen Halilović na UEFA (engl.)
- Alen Halilović na transfermarkt (engl.)
- Alen Halilović na Thetopforward.com (engl.)